# Andreea Răducan
Andreea Mădălina Răducan (* 30. September 1983 in Bârlad) ist eine ehemalige rumänische Kunstturnerin. Sie war mehrmals Weltmeisterin und gewann mit der rumänischen Mannschaft bei den Olympischen Spielen 2000 in Sydney den Mannschaftsmehrkampf. Ebenfalls in Sydney wurde sie Olympiasiegerin im Einzelmehrkampf, musste diese Medaille jedoch aufgrund eines Dopingvergehens wieder abgeben.  2017 bis 2020 war sie Präsidentin des Rumänischen Turnverbands.

## Leben
Răducan begann im Alter von vier Jahren mit dem Turnen. 1999 konnte sie erstmals einen Titel bei internationalen Meisterschaften gewinnen. Sie wurde in Tianjin Weltmeisterin mit der Mannschaft sowie am Boden und gewann Silber am Schwebebalken.
Bei den Olympischen Spielen 2000 in Sydney gewann Răducan ebenfalls mit dem rumänischen Team die Goldmedaille. Zudem gewann sie den Einzelmehrkampf, musste die Medaille jedoch wieder abgeben, da sie nach dem Gewinn des Einzelmehrkampfs positiv auf das verbotene Stimulanzmittel Pseudoephedrin getestet wurde. Răducan gab allerdings an, das Mittel unwissentlich eingenommen zu haben. Ein Mannschaftsarzt hatte ihr das Medikament wegen einer Erkältung verabreicht. Dieser Arzt wurde bis einschließlich 2004 für Olympische Spiele gesperrt. In Rumänien kam es zu Demonstrationen, in denen die Bevölkerung ihre Solidarität mit Răducan zum Ausdruck brachte. Ihre Mannschaftsgoldmedaille durfte Răducan behalten, da sie nach diesem Wettkampf nicht getestet worden war. Ebenso blieb die Silbermedaille am Sprung in ihrem Besitz, da der Dopingtest nach diesem Wettkampf negativ ausfiel. Im selben Jahr wurde sie mit dem Treudienst-Orden im Rang eines Kommandeurs ausgezeichnet.
Im Jahr 2001 begab sich Răducan wieder auf die internationale Bühne, verzichtete in ihren Übungen allerdings auf einige akrobatische Elemente, der Sicherheit und Gesundheit wegen. Sie wurde trotzdem ein weiteres Mal Weltmeisterin mit der rumänischen Mannschaft. Zudem gewann sie bei den Weltmeisterschaften in Gent die Titel an Schwebebalken und Boden. Ein Gewinn des Einzelmehrkampfs wie in Sydney gelang ihr jedoch nicht. In diesem Wettkampf wurde sie Dritte. 2002 nahm Răducan noch einmal an den Weltmeisterschaften teil, bevor sie ihre sportliche Laufbahn 2003 beendete, um sich auf ihre schulische Ausbildung und eine Fernsehkarriere zu konzentrieren.
Nach ihrer aktiven Zeit arbeitete Răducan beim rumänischen Fernsehen und für die Stiftung des Nationalen Olympischen Komitees von Rumänien. Später studierte sie an der Universität Bukarest mit dem Ziel, einen Masterabschluss im Fach Journalismus zu erlangen. Im Dezember 2010 erschien ihre Autobiografie „Reversul medaliei“ in dem Verlag Cărțile Tango. 2017 wurde Răducan zur Präsidentin des Rumänischen Turnverbands gewählt. Sie war bis 2020 Präsidentin des Rumänischen Turnverbands.

## Floor Music
- 1998–99: Las Carretas del Rocio
- 2000: Reel Around the Sun aus dem Album Riverdance by Bill Whelan
- 2001: Eclipse vom Album Nouvelle Experience von Cirque du Soleil